# مو باسيت
مو باسيت (بالإنجليزية: Mo Bassett)‏ هو لاعب كرة قدم أمريكية أمريكي، ولد في 26 أبريل 1931 في تشيكاشا في الولايات المتحدة، وتوفي في 24 مايو 1991.